# L'Hermitage-Lorge
L'Hermitage-Lorge foi uma antiga comuna francesa na região administrativa da Bretanha, no departamento Côtes-d'Armor. Estendia-se por uma área de 37,06 km². Em 2010 a comuna tinha 743 habitantes (densidade: 20 hab./km²).
Em 1 de janeiro de 2016, passou a formar parte da nova comuna de Plœuc-l'Hermitage.